# Arhanghelul Uriel

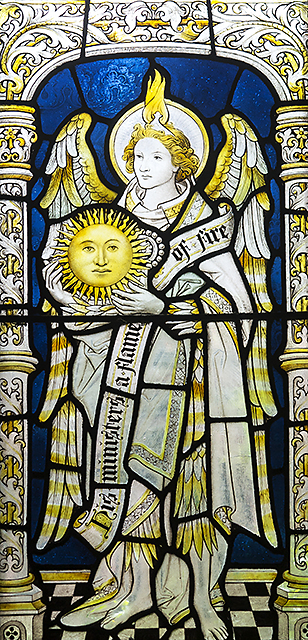
Vitraliu Arhanghelul Uriel ca regent al Soarelui în en.

Sfântul Uriel Arhanghelul (אוּרִיאֵל - El/Dumnezeu este lumina mea], Auriel/Oriel (Dumnezeu este lumina mea) (ebraică standard Uriʾel, ebraică tiberiană ʾÛrîʾēl) este unul dintre arhanghelii din tradiția rabinică și, de asemenea, din anumite tradiții creștine. Numele lui poate avea analogii cu Urie. În lucrările apocrife, cabalistice și oculte, Uriel a fost echivalat sau confundat cu Nuriel, Uryan, Jeremiel, Vretil, Sariel, Suriel, Puruel, Phanuel, Jehoel, Jacob, Ezrail/Azrael și Israfil/Raphael.
În Cartea lui Enoh, Uriel este unul dintre îngerii sfinți care comandă strigătele și groaza. El îl însoțește pe Enoh și-i dă mai multe explicații și îndrumări.